# Jong Song-il
Jong Song-il (* 7. September 1988) ist ein ehemaliger nordkoreanischer Eishockeyspieler.

## Karriere
Jong Song-il trat für die nordkoreanische Nationalmannschaft erstmals bei der Weltmeisterschaft 2008 in der Division III an, als der Aufstieg in die Division II gelang. Dort spielte er bei der Weltmeisterschaft 2009. Nach dem Abstieg 2009 trat er 2010 erneut in der Division III an und stieg mit dem Team umgehend wieder auf. Da die Nordkoreaner an der Weltmeisterschaft im Folgejahr aus finanziellen Gründen nicht teilnahmen, spielte er auch 2012 und 2013 in der untersten Spielklasse. Bei beiden Turnieren verpassten die Nordkoreaner als Zweiter (2012 hinter der Türkei und 2013 hinter Südafrika) nur jeweils um einen Platz den Aufstieg in die Division II. Bei den Winter-Asienspielen 2007 belegte er mit seinem Team den fünften Platz unter elf Mannschaften.
Auf Vereinsebene spielte Jong von 2007 bis 2013 für Pyongchol in der nordkoreanischen Eishockeyliga und wurde mit dem Klub 2010 und 2011 nordkoreanischer Meister.

## Erfolge und Auszeichnungen
- 2008 Aufstieg in die Division II bei der Weltmeisterschaft der Division III
- 2010 Nordkoreanischer Meister mit Pyongchol
- 2010 Aufstieg in die Division II bei der Weltmeisterschaft der Division III, Gruppe B
- 2011 Nordkoreanischer Meister mit Pyongchol